# Équation du temps
L’équation du temps est un paramètre utilisé en astronomie pour rendre compte du mouvement apparent relatif du Soleil par rapport au soleil moyen, lesquels peuvent différer l'un par rapport à l'autre de plus ou moins un quart d'heure environ. D'une année sur l'autre, la courbe d'évolution annuelle de ce paramètre se répète quasiment à l'identique. La connaissance de l'équation du temps donne le moyen de corriger à tout instant l'heure donnée par un cadran solaire pour trouver l'heure légale, d'écoulement uniforme. Autrefois, elle permettait de contrôler la marche d'une horloge, à écoulement théoriquement uniforme, par rapport aux indications d'un cadran solaire, notamment au moment du midi vrai, alors important socialement, moment repéré sur un cadran ou une méridienne.  Ce décalage a deux origines : 
- le fait que l'orbite de la Terre est une ellipse dont le soleil est un foyer (première Loi de Kepler) avec pour conséquence le fait que la Terre parcourt cette orbite avec une vitesse variable (seconde Loi de Kepler)
- et le fait que l'axe de rotation de la Terre est incliné sur son orbite.

Résultant des caractéristiques du mouvement de la Terre autour du Soleil, l'équation du temps peut se calculer très précisément. On en trouve des tables détaillées dans les éphémérides astronomiques.

## Définition
L'équation du temps à un instant donné est, par convention, la différence entre le temps solaire moyen et le temps solaire vrai,,.
- Le temps solaire moyen est basé sur le soleil moyen, défini comme un objet qui, tout au long de l'année, se déplacerait sur l'équateur à une vitesse constante, telle que la durée du jour solaire moyen soit de 24 heures exactement.
- Le temps solaire ou temps vrai est une mesure du temps basée sur le soleil vrai, tel que donné par un cadran solaire. En particulier, le midi solaire correspond à l'instant de la journée où le Soleil passe dans le demi-plan méridien.

Une valeur positive de l'équation du temps indique que le soleil vrai est en retard sur le soleil moyen, c'est-à-dire plus à l'est, et une valeur négative qu'il est en avance, c'est-à-dire plus à l'ouest. Par exemple, lorsque l'équation du temps vaut + 8 minutes, cela signifie qu'il est 12 h 08 du temps solaire moyen lorsque le cadran solaire indique midi vrai.
En France, dans la Connaissance des temps et les autres publications de l'Institut de mécanique céleste et de calcul des éphémérides (IMCCE), l'équation du temps est notée E et définie comme la « quantité algébrique donnant l'avance du temps (solaire) moyen sur le temps (solaire) vrai » de sorte que, par exemple, « au midi (solaire) vrai d'un cadran solaire, il est (12 + E) h de temps (solaire) moyen ».
C'est du moins la convention de signe utilisée en France, où l’équation du temps est l'équation du temps vrai, c'est-à-dire ce qu'il faut ajouter au temps vrai pour obtenir le temps moyen. Dans certains pays, tels que le Royaume-Uni, les États-Unis ou la Belgique, l'équation du temps est souvent définie avec la convention de signe inverse : c'est l'équation du temps moyen, c'est-à-dire la quantité qu'il faut ajouter au temps moyen pour obtenir le temps vrai. Les deux variables, « équation du temps vrai » et « équation du temps moyen » ont des valeurs opposées.
Autre forme de la définition : l’équation du temps, à chaque instant, est la différence entre l'ascension droite du soleil vrai et celle du soleil moyen, c'est donc l'équation de l'ascension droite moyenne avec la convention de signe adoptée ici.
Remarque sur le mot « équation » : en astronomie ancienne, le terme « équation » désignait une correction ajoutée algébriquement à une valeur moyenne pour obtenir une valeur vraie. C'est une telle acception qui a survécu dans l'expression « équation du temps », et qui se retrouve aussi dans « équation du centre » ou « équation des équinoxes ». Il s'agit bien d'un paramètre, et non d'une équation au sens habituel du terme (égalité avec inconnues, comme c'est le cas d'une équation polynomiale ou d'une équation différentielle).

## Évolution annuelle de l'équation du temps

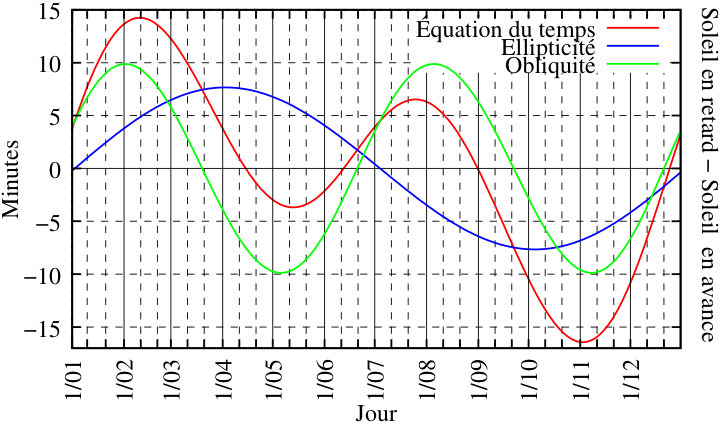
Équation du temps (courbe rouge)

Les variations de l’équation du temps sur une année complète sont représentées par la courbe rouge sur la figure ci-contre. En première approximation, sa forme s'analyse comme résultant de la superposition de deux sinusoïdes :
- en bleu sur le diagramme : une sinusoïde de période égale à un an, d'amplitude égale à 7,66 minutes et s'annulant aux passages de la Terre aux apsides : périhélie autour du 4 janvier et aphélie autour du 4 juillet. Cette composante reflète  l'excentricité de l'orbite terrestre ;
- En vert sur le diagramme, une sinusoïde de période égale à une demi-année, d'amplitude 9,87 minutes et s'annulant aux solstices et aux équinoxes. Cette composante résulte de l'obliquité de l'écliptique sur l'équateur.

L'équation du temps, en rouge, s'annule quatre fois par an, vers le 15 avril, le 13 juin, le 1er septembre et le 25 décembre. Son maximum, atteint vers le 11 février, vaut 14 min 12 s, et son minimum, atteint vers le 2 novembre, vaut −16 min 27  s.

### Analemme

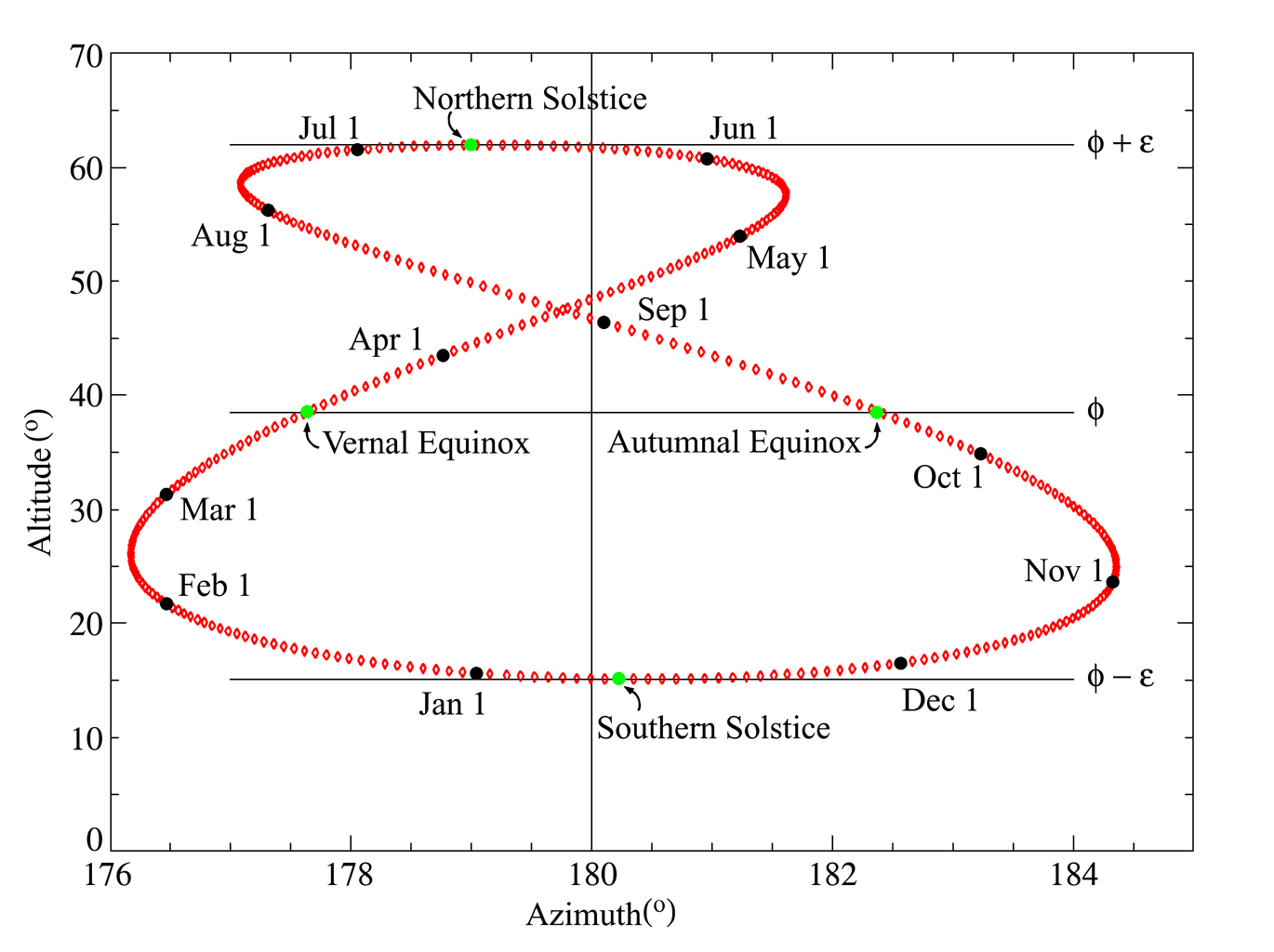
Exemple d'analemme, pour Greenwich en 2006.
Latitude 51,4791° nord, colatitude = 38,5209°, longitude 0°

L'évolution annuelle de l'équation du temps, en un lieu donné, peut être visualisée à l'aide d'une courbe appelée analemme ou courbe en 8, définie comme suit : chaque point de cette courbe représente une position du soleil (vrai) lorsqu'il est 12 h pour le soleil moyen, c'est-à-dire lorsque ce dernier passe au centre du diagramme. Les axes sont les suivants, avec des échelles différentes, de façon à mieux mettre en évidence la légère asymétrie de la courbe :
- l'axe horizontal représente l'azimut en degrés (180° correspond au sud). L'équation du temps se lit le long de cet axe, donc comme l'écart horizontal par rapport à la ligne 180°. Avec la convention de signe adoptée, elle est positive à gauche de la ligne 180°. La correspondance entre l'angle et le temps est 360° = 24 h, donc 1° = 4 minutes ;
- l'axe vertical représente la hauteur du Soleil au-dessus de l'horizon, liée aux variations de sa déclinaison ;
- le soleil moyen, midi moyen, se trouve au centre du diagramme (azimut = 180°, hauteur = 90° - latitude du lieu).

Sur l'exemple ci-contre qui concerne Greenwich en Angleterre, le premier jour de chaque mois est affiché en noir, et les positions des solstices et équinoxes sont affichées en vert. On lit par exemple :
- le 3 novembre, avance maximale du soleil vrai sur le soleil moyen, et l'équation du temps, qui est négative, vaut - 16 min 27 s ;
- le 12 février, le retard est maximal, et l'équation du temps, qui est positive, vaut + 14 min 12 s ;
- au solstice d'hiver, vers le 21 décembre, la hauteur du Soleil est minimale et vaut 15,08° (hauteur au solstice d'hiver = colatitude du lieu - obliquité de l'écliptique = 38,52° - 23,44°) ;
- au solstice d'été, vers le 21 juin, la hauteur est maximale et vaut 61,96° (hauteur au solstice d'été = colatitude du lieu + obliquité de l'écliptique = 38,52° + 23,44°) ;
- aux équinoxes, le Soleil passe dans le plan de l'équateur et a, à ce moment-là, la même hauteur que le soleil moyen, égale à la colatitude du lieu.

Certains cadrans solaires sont dotés de leur analemme. Ils peuvent même donner directement le temps moyen, soit parce que les droites horaires sont transformées en courbes corrigées de l'équation du temps, soit parce que le gnomon a reçu une forme tenant compte de cette correction. Dans les deux cas, il faut tenir compte de la période de l'année ou disposer de deux cadrans.

### Homonymie
Il ne faut pas confondre cet analemme avec la figure du même nom, qui lui est historiquement bien antérieure, et qui servait à tracer des cadrans solaires ou établir géométriquement la hauteur du Soleil. Elle résultait de la projection de la sphère céleste sur le plan méridien.

### Variation de cette évolution au cours du temps
La forme de la courbe « équation du temps », c'est-à-dire la valeur des extrema et les instants où on les observe, ainsi que les instants où la courbe s'annule, évoluent très lentement au cours des années pour au moins deux raisons :
1. la Terre dans son mouvement autour du Soleil subit l'influence des autres planètes du système solaire, ce qui entraîne une variation de l'excentricité de son orbite, ainsi qu'une lente rotation de la ligne joignant le périhélie à l'aphélie de l'orbite, appelée ligne des apsides ;
2. la Terre, dans sa rotation sur elle-même, subit l'influence du couple (Lune, Soleil), ce qui entraîne une variation de son obliquité en inclinaison et direction ; ces phénomènes sont connus et décrits sous le nom de nutation en longitude, nutation en obliquité et précession des équinoxes.

Ces évolutions provoquent notamment un glissement relatif des dates des passages aux apsides par rapport à celles des solstices et des équinoxes, qui sont fixes par construction de l'année tropique. Sur une durée de 70 siècles, de l'an -2000 à + 5000, les extrema sont définis par le tableau suivant :
| Année  | Premier maximum           | Premier minimum       | Deuxième maximum          | Deuxième minimum            |
| ------ | ------------------------- | --------------------- | ------------------------- | --------------------------- |
| - 2000 | + 18 min 33 s, 31 janvier | - 12 min 45 s, 20 mai | + 2 min 06 s, 10 août     | - 9 min 30 s, 26 octobre    |
| - 1000 | + 18 min 18 s, 3 février  | - 10 min 14 s, 21 mai | + 2 min 06 s, 6 août      | - 11 min 45 s, 27 octobre   |
| 0      | + 17 min 27 s, 6 février  | - 7 min 44 s, 20 mai  | + 2 min 57 s, 1er août    | - 13 min 45 s, 29 octobre   |
| + 1000 | + 16 min 04 s, 9 février  | - 5 min 27 s, 18 mai  | + 4 min 30 s, 29 juillet  | - 15 min 20 s, 1er novembre |
| + 2000 | + 14 min 15 s, 11 février | - 3 min 41 s, 14 mai  | + 6 min 30 s, 26 juillet  | - 16 min 25 s, 3 novembre   |
| + 3000 | + 12 min 08 s, 14 février | - 2 min 37 s, 10 mai  | + 8 min 41 s, 25 juillet  | - 16 min 57 s, 6 novembre   |
| + 4000 | + 9 min 52 s, 15 février  | - 2 min 24 s, 6 mai   | + 10 min 48 s, 25 juillet | - 16 min 54 s, 9 novembre   |
| + 5000 | + 7 min 38 s, 15 février  | - 3 min 00 s, 3 mai   | + 12 min 38 s, 26 juillet | - 16 min 17 s, 12 novembre  |

## Analyse intuitive de l'équation du temps

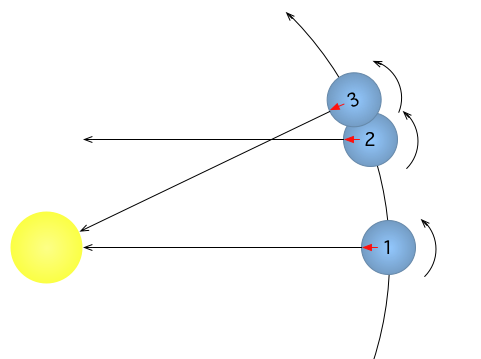

La durée de la rotation de la Terre sur elle-même dans un repère lié aux étoiles lointaines (jour sidéral) est pratiquement constante, environ égale à 23 h 56 min ; par contre le jour solaire, c'est-à-dire le temps qui s'écoule entre le moment où le Soleil est en face d'un point donné de la Terre (midi solaire vrai en ce point) et le moment où le Soleil sera à nouveau en face de ce point le lendemain, est environ 24 h ; en effet, la Terre ayant avancé sur son orbite pendant qu'elle faisait un tour sur elle-même, elle devra encore tourner sur elle-même d'environ 1° (ce qui lui demande environ 4 min) pour que le point considéré soit à nouveau face au Soleil. Or, ce temps additionnel varie au cours de l'année entre 3 min 30 s et 4 min 30 s environ, entraînant les variations de la durée du jour solaire qui, en s'accumulant, créent les décalages entre l'heure solaire vraie et l'heure solaire moyenne. 
Deux phénomènes se combinent pour expliquer ces variations ; dans cette section, ils sont examinés successivement :
- Influence de l'ellipticité de l'orbite de la Terre.
- Influence de l'obliquité de la Terre.

### Influence de l'ellipticité de l'orbite de la Terre

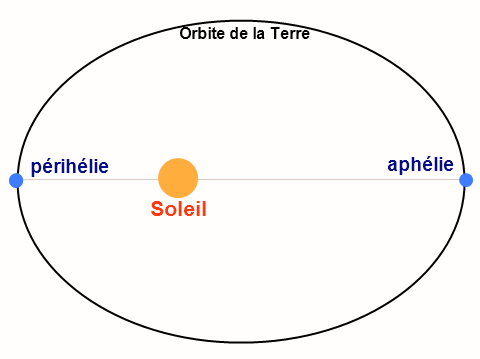

Comme l'affirme la première loi de Kepler, la Terre décrit autour du Soleil une orbite elliptique dont le Soleil occupe un des foyers. La distance Terre-Soleil varie donc au cours de l'année : elle est minimale (147 100 000 km) vers le 3 janvier, au périhélie, maximale (152 100 000 km) début juillet, à l'aphélie, et égale à sa valeur moyenne vers début avril et vers début octobre. Ce seul fait suffirait à créer des variations car un même arc de trajectoire est vu sous un angle à peu près inversement proportionnel à la distance qui le sépare de l'observateur ; mais il s'y ajoute le fait que la vitesse de déplacement de la Terre sur son orbite varie : elle est maximale au périhélie (30,287 km/s) et minimale à l'aphélie (29,291 km/s). La deuxième loi de Kepler (loi des aires) précise que la vitesse angulaire du mouvement de la Terre autour du Soleil dans le plan de l'écliptique est inversement proportionnelle au carré de la distance Terre-Soleil.
Il résulte de la conjonction de ces deux phénomènes que l'angle que font les droites Terre-Soleil un jour à midi (heure solaire vraie) et le lendemain à la même heure varie de façon importante au cours de l'année puisqu'il est à peu près inversement proportionnel au carré de la distance Terre-Soleil. D'octobre à mars, l'angle que font ces droites est supérieur à la moyenne (d'environ 3,3 % début janvier), ce qui impliquerait (si l'obliquité de l'axe de la Terre ne venait pas compliquer les choses) que la Terre mette, chaque jour de cette période, plus de temps que le temps moyen pour effectuer la rotation complémentaire (jusque 8 s de plus), donc que, vu de la Terre, le soleil vrai prenne du retard (après avoir perdu son avance) au long de cette partie de l'année. D'avril à septembre, la situation est inversée ; on peut donc dire que, du seul fait de l'ellipticité de l'orbite de la Terre, le soleil vrai rattrape son retard puis prend de l'avance.
En première approximation, le retard dû à l'ellipticité varie sinusoïdalement avec une période d'une année, s'annule au périhélie et à l'aphélie, et est extrémal entre ces deux points (courbe bleue de la figure équation du temps). L'expression de ce retard, exprimé en minutes, est la suivante :
Voir la définition de B(d) ci-dessous.

### Influence de l'obliquité de la Terre

Ce schéma montre le plan de l'écliptique et celui de l'équateur céleste qui interceptent chacun un grand cercle sur une sphère virtuelle appelée sphère céleste.
L'intersection de ces deux plans définit l'axe vernal.
L'angle entre ces 2 plans est appelé l'obliquité.

Illustration des étapes nécessaires pour qu'un méridien terrestre donné retourne face au Soleil d'un jour au suivant (point de vue géocentrique)

On suppose ici pour simplifier que l'orbite de la Terre est circulaire. Même dans ce cas, le mouvement apparent du Soleil le long de l'équateur céleste n'est pas uniforme, par suite de l'inclinaison de l'axe de rotation de la Terre par rapport à son plan orbital.
La figure ci-contre montre les trois étapes du retour d'un méridien face au Soleil, en adoptant un point de vue géocentrique, c'est-à-dire la Terre étant fixe au centre de la figure et le Soleil orbitant autour de la Terre :
- une rotation complète (360°) de la Terre sur elle-même pour passer de 1 à 2 ;
- ce faisant, le Soleil a avancé sur son orbite autour de la Terre, et de ce fait la Terre montre ce même méridien non pas face au Soleil mais face aux étoiles lointaines, point 2 ;
- une rotation complémentaire de la Terre sur elle-même est alors nécessaire pour que le méridien soit à nouveau face au Soleil, point 3.

Le Soleil a avancé de façon régulière sur son orbite située dans le plan écliptique, alors que la rotation complémentaire de la Terre sur elle-même pour se remettre face au Soleil est mesurée dans le plan de l'équateur céleste. Il faut donc rapporter le mouvement du Soleil dans ce plan de l'équateur céleste pour apprécier le retard ou l'avance du temps solaire par rapport à une horloge régulière. C'est cette opération, appelée réduction à l’équateur, qui explique que le mouvement apparent du Soleil le long de l'équateur céleste n'est pas uniforme.
L'orbite étant supposée circulaire, le module du vecteur vitesse du Soleil est donc constant le long de son orbite. Une composante de ce vecteur est portée par l'axe vernal, l'autre est portée par un vecteur orthogonal à cet axe vernal et situé dans le plan écliptique. La première composante se projette sans modification sur le plan de l'équateur céleste, la seconde se projette avec un facteur de réduction égal au cosinus de l'obliquité. De façon intuitive, la somme de ces deux projections sur le plan de l'équateur céleste sera minimale sur l'axe vernal et maximale sur la quadrature de ce même axe. La variation de vitesse sera donc nulle en ces quatre points, et de même pour l'avance ou le retard.
En première approximation, il s'agit d'une sinusoïde de période une demi-année (courbe verte de la figure Équation du temps, cf. plus haut) qui s'annule quatre fois sur une année, en particulier à l'équinoxe de printemps. L'expression de ce retard dû à l'obliquité, exprimé en minutes, est le suivant :
Voir la définition de B(d) ci-dessous.
Une autre manière intuitive de comprendre la contribution de l’obliquité, est de considérer, sur la sphère céleste, d’une part le soleil réel, se déplaçant sur le plan de l’écliptique, et, d’autre part un soleil fictif, se déplaçant, sur le plan de l’équateur, à la même vitesse que le premier.
Imaginons que ces deux soleils coïncident au point vernal et analysons leurs mouvements respectifs à partir de ce point.
Le soleil réel s’élève au-dessus du plan de l’équateur. Sa trajectoire démarre sous un angle égal à l’obliquité du plan de l’écliptique, et s’incurve progressivement, réduisant peu à peu l'angle formé par rapport au plan de l’équateur. Après un quart de tour, elle se retrouve un instant parallèle à ce plan, avant de s’inverser et de s’incliner progressivement de plus en plus, jusqu’à rejoindre l’opposé du point vernal sous un angle à nouveau égal à l’obliquité du plan de l’écliptique.
Si l’on s’intéresse à l’intersection de la trajectoire des deux soleils avec les méridiens de la sphère céleste, on comprend intuitivement que le soleil réel ne croisera pas les méridiens au même moment que le soleil fictif, sauf en quatre points particuliers : au point vernal (1), au point qui lui est opposé (2), et aux deux points à mi-chemin entre les précédents (3 et 4). En effet, le soleil fictif coupe toujours les méridiens sous un angle de 90°, et là où la distance entre ces méridiens est la plus grande ; le soleil réel, par contre, coupe les méridiens sous un angle variable, inférieur à 90° (sauf en 3 et 4), et à une latitude variable, où la distance entre les méridiens, mesurée sur le parallèle, est inférieure à la distance entre les méridiens sur le plan de l’équateur (sauf en 1 et 2).
Autour du point vernal, l’inclinaison de la trajectoire du soleil réel est proche de l’obliquité, et la distance entre méridiens successifs est proche de celle sur l’équateur. Par conséquent, la distance à parcourir par le soleil réel pour atteindre le méridien suivant est plus grande que celle à parcourir par le soleil fictif, et, à vitesse égale sur la sphère céleste, il lui faut plus de temps. Cela veut aussi dire que la vitesse angulaire apparente du soleil réel, vu de la terre, est inférieure à celle du soleil fictif, et qu’il aura donc « tourné » moins, en un jour, que le soleil fictif. Le mouvement supplémentaire que la terre devra faire sur elle-même, après son tour complet, pour repositionner le méridien terrestre local exactement en face du soleil réel, sera moins important que pour repositionner celui-ci face au soleil fictif, et prendra moins de temps: le soleil réel est donc « en avance sur la montre ».
Au contraire, autour du point à 90° du point vernal, l’inclinaison de la trajectoire est proche de zéro, et la distance entre méridiens successifs est inférieure à celle sur l’équateur – on est à la latitude maximale sur la sphère céleste. Par conséquent, la distance à parcourir par le soleil réel pour atteindre le méridien suivant est inférieure à celle à parcourir par le soleil fictif, et, à vitesse égale sur la sphère céleste, il lui faut moins de temps. Cela veut aussi dire que la vitesse angulaire apparente du soleil réel, vu de la terre, est supérieure à celle du soleil fictif, et qu’il aura donc « tourné » plus, en un jour, que le soleil fictif.  Le mouvement supplémentaire que la terre devra faire sur elle-même, après son tour complet, pour repositionner le méridien terrestre local exactement en face du soleil réel, sera plus important que pour repositionner celui-ci face au soleil fictif, et prendra plus de temps: le soleil réel est donc « en retard sur la montre ».
À un point intermédiaire, où la diminution de distance entre méridiens compense exactement l’influence de l’obliquité de la trajectoire, le soleil réel ne prend « ni retard ni avance supplémentaires sur la montre » - l’écart avec la montre est alors à son maximum. 
L’avance cumulée du soleil réel croît donc chaque jour entre le point vernal et ce point intermédiaire, et décroît ensuite chaque jour jusqu’au point à 90° du point vernal, où cette avance s’annule.
Poursuivant le raisonnement, on comprend qu’entre ce point à 90° du point vernal et le point opposé au point vernal, le soleil réel accumule un retard qui croît jusqu’à un point intermédiaire et décroît ensuite jusqu’au point opposé du point vernal, où ce retard s’annule.
Le même raisonnement s’applique à la seconde moitié de l’année.

### Version simplifiée de l'équation du temps
La somme des deux formules précédentes fournit une première approximation de l’équation du temps :
c'est-à-dire :
avec : {\displaystyle B(d)={\frac {2\pi (d-81)}{365}}}, exprimé en radians, dépend du numéro du jour de l'année :
{\displaystyle d=1} le 1er janvier ; {\displaystyle d=81} à l'équinoxe de printemps.

## Étude détaillée

### Influence de l'ellipticité de l'orbite de la Terre
- Calcul de l'anomalie moyenne{\displaystyle M(d)=357,5291\ ^{\circ }+0,98560028\times d,}

{\displaystyle d} est le nombre de jours (éventuellement fractionnaire) entre la date désirée et le 1/01/2000 à 12h00 TT: ce nombre peut être déterminé avec la technique des Jours Juliens
- Contribution de l'ellipticité de la trajectoire : c'est l'équation du centre en radian {\displaystyle C(M)=\left(2e-{\frac {1}{4}}e^{3}\right)\sin(M)+{\frac {5}{4}}e^{2}\sin(2M)+{\frac {13}{12}}e^{3}\sin(3M)}où {\displaystyle e=0,01671} représente l'excentricité de la trajectoire de la Terre autour du Soleil.

Application numérique : 

### Influence de l'obliquité de la Terre
- Calcul de la longitude écliptique{\displaystyle \lambda _{s}=280,4665\ ^{\circ }+0,98564736\times d+C,}.

la petite différence de période entre {\displaystyle \lambda _{s}} et M est due à la précession des équinoxes.
- Contribution de l'obliquité de la Terre : c'est la réduction à l'équateur (en radian){\displaystyle R(\lambda _{s})=(-y^{2})\sin(2\lambda _{s})+\left({\frac {1}{2}}y^{4}\right)\sin(4\lambda _{s})-\left({\frac {1}{3}}y^{6}\right)\sin(6\lambda _{s})\,}où {\displaystyle y=\tan(\epsilon /2)} ; {\displaystyle \epsilon ={\rm {23,43929^{o}}}} représente l'inclinaison de l'axe de la Terre par rapport au plan de l'écliptique.

Application numérique : 

### Équation du temps
Équation du temps en degrés :
Équation du temps en minutes :

### Explications et démonstration de la formule
La figure 1 montre la Terre {\displaystyle T} qui tourne sur elle-même et qui tourne autour du Soleil {\displaystyle S} en un an dans le plan de l'écliptique. La situation présentée correspond à l'automne. Le point {\displaystyle P} est le périhélie, atteint au début du mois de janvier. L'angle {\displaystyle \theta }
s'appelle anomalie vraie. L'axe {\displaystyle \gamma }, appelé axe vernal ou point vernal, est l'intersection du plan de l'écliptique avec le plan équatorial.
Il sert d'origine pour mesurer la longitude écliptique {\displaystyle \lambda _{s}}.

Figure 1

La figure 2 représente la Terre dans un repère fixe par rapport aux étoiles. L'obliquité {\displaystyle \varepsilon } est l'angle entre le plan de l'écliptique et le plan de l'équateur.

Figure 2

Appelons {\displaystyle t} le temps qui s'écoule. Considérons un point {\displaystyle A\left(t\right)} fixé sur Terre et positionné sur l'équateur. Il fait donc un tour en un jour sidéral de façon régulière.
Partant du centre de la Terre, le point {\displaystyle S\left(t\right)} est situé en direction du Soleil. Il se situe donc sur le cercle de l'écliptique.
Le point {\displaystyle S\left(t\right)} fait un tour en une année sidérale.
Comme l'orbite terrestre est elliptique et d'après les lois de Kepler,  {\displaystyle S\left(t\right)} ne tourne pas de façon régulière. Considérons le méridien passant par {\displaystyle S\left(t\right)} et  appelons {\displaystyle B\left(t\right)} l'intersection de ce méridien avec l'équateur. Remarquons qu'il est midi solaire au point {\displaystyle A} lorsque le point {\displaystyle A\left(t\right)} traverse ce méridien (par exemple lorsque les points {\displaystyle A\left(t\right)} et {\displaystyle B\left(t\right)} coïncident).
Remarquons aussi qu'un jour solaire vrai est la durée qui sépare deux croisements de {\displaystyle A\left(t\right)} et {\displaystyle B\left(t\right)}. Plus généralement l'heure solaire vraie est l'angle entre {\displaystyle A\left(t\right)} et {\displaystyle B\left(t\right)} : 
{\displaystyle H_{V}} est l'heure qu'indiquerait un cadran solaire.
Pour définir l'heure solaire moyenne, il faut se référer à des mouvements réguliers (moyennés). Nous avons vu que le point {\displaystyle A\left(t\right)}
a un mouvement régulier. Ce n'est pas le cas du point {\displaystyle B\left(t\right)}, ni même du point {\displaystyle S\left(t\right)}. À la place de {\displaystyle S\left(t\right)} on considère un point virtuel {\displaystyle {\tilde {S}}\left(t\right)} sur l'écliptique qui a un mouvement régulier et de même période (on verra que {\displaystyle {\tilde {S}}\left(t\right)} est directement relié à l'anomalie moyenne {\displaystyle M\left(t\right)}).
Par conséquent l'heure solaire moyenne est : 

Par définition l'équation du temps  est la différence : 

Or une relation de trigonométrie donne : 
En effet, projetons à partir du centre de la Terre le triangle sphérique {\displaystyle S\gamma B} sur le plan tangent à la Terre au point vernal {\displaystyle \gamma }. Il devient un triangle rectangle d'angle {\displaystyle \varepsilon } au sommet {\displaystyle \gamma } et de côté adjacent {\displaystyle a=\tan({\widehat {\gamma B}})} et d'hypoténuse {\displaystyle h=\tan({\widehat {\gamma S}})}. On déduit la relation {\displaystyle a=h\cos \varepsilon }.

On déduit : 
et l'expression de l'équation du temps :

### Remarques
- Dans cette dernière équation tout est connu. D'une part, d'après la figure 1, il apparaît que l'angle {\displaystyle {\widehat {\gamma S}}} est relié à la longitude écliptique {\displaystyle \lambda _{s}} par {\displaystyle {\widehat {S\gamma }}+\lambda _{s}=({\widehat {{\overrightarrow {TS}},\gamma }})+({\widehat {\gamma ,{\overrightarrow {ST}}}})=\pi }

et {\displaystyle \lambda _{s}} elle-même est reliée à l'anomalie vraie {\displaystyle \theta \left(t\right)} par {\displaystyle \lambda _{s}=\theta +{\overline {\omega }}} où {\displaystyle {\overline {\omega }}} est la longitude du périhélie. Donc 

De même {\displaystyle {\widehat {\gamma {\tilde {S}}}}} est relié à l'anomalie moyenne {\displaystyle M\left(t\right)} par 
- Traditionnellement on décompose {\displaystyle E(t)} de la façon suivante : {\displaystyle E\left(t\right)=\underbrace {\left({\widehat {\gamma S}}-{\widehat {\gamma {\tilde {S}}}}\right)} _{C}+\underbrace {\left(-{\widehat {\gamma S}}+\arctan \left(\cos \varepsilon \tan \left({\widehat {\gamma S}}\right)\right)\right)} _{R}}.

Le premier terme, {\displaystyle C}, est appelé « contribution de l'ellipticité » ou équation du centre. On a : {\displaystyle C=\left({\widehat {\gamma S}}-{\widehat {\gamma {\tilde {S}}}}\right)=\theta \left(t\right)-M\left(t\right)}. {\displaystyle C} est dû à l'ellipticité de l'orbite terrestre. Dans un modèle où la Terre aurait un mouvement circulaire et régulier, on aurait {\displaystyle {\tilde {S}}=S} et seul le deuxième terme, {\displaystyle R}, appelé réduction à l'équateur et dû à l'obliquité {\displaystyle \varepsilon }, interviendrait. Remarquer que si on avait {\displaystyle \varepsilon =0} (le Soleil en permanence dans le plan de l'équateur), ce dernier terme serait nul.
- À l'aide d'un développement limité, et en posant {\displaystyle y=\tan {\frac {\varepsilon }{2}}\simeq 0.20}, le terme de la réduction à l'équateur ci-dessus peut s'écrire

## Dans la culture populaire
L'équation du temps a inspiré le titre et la structure narrative du premier roman de l'écrivain canadien Pierre-Luc Landry, L'équation du temps (Éditions Druide, 2013).